# Ограничение скорости
Ограничение скорости — одно из мероприятий по безопасности дорожного движения. Максимально и минимально допустимая скорость определяется законами, дорожными знаками или инструкциями по эксплуатации авто-, мото- и велотранспорта.

## История
Первое ограничение скорости до 10 миль в час под названием «Закон о локомотивах» было введено в Англии в 1861 году. В 1865 году скорость была снижена до 4 миль в час вне и 2 миль в час в населённых пунктах.
В апреле и мае 1900 года «Заезд Тысячи Миль», организованный «Автомобильный клуб Великобритании» (предшественник Королевского автомобильного клуба) двигался с максимально разрешенной скоростью 12 миль/ч (19 км/ч).
В Германии до 1934 года существовали различные (низкие) ограничения, которые потом отменились для дорог вне населённых пунктов (включая автобаны) и повысились до 60 км/ч для городских дорог.
В 1939 году было введено[кем?] ограничение 100 км/ч для машин, 70 км/ч для грузовиков, которое непосредственно перед войной было снижено до 80 и 60 км/ч вне населённых пунктов и 40 км/ч внутри городов, чтобы экономить топливо[где?].
В 1953 году все ограничения, включая скорость внутри городов, были сняты, но уже в 1957 году снова введены (50 км/ч внутри городов).

## Проверка
Проверка соблюдения ограничения скорости производится с помощью радара и лазера. Во многих странах проверкой занимается полиция.
Иногда ставят щиты, которые показывают актуальную скорость автомобиля. Эти щиты служат средством воспитания, а не наказания.

Начало ограничения скорости (здесь: 60 км/ч)
Конец ограничения скорости (здесь: 60 км/ч)
Конец всех ограничений
Начало зоны ограничения скорости здесь 30 км/ч
Конец зоны ограничения скорости здесь 30 км/ч
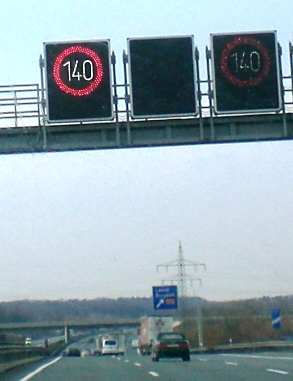
Ограничение скорости в данный момент — 140 км/ч. Табло переменной информации на Федеральной дороге №2 в Германии.

## Дороги без ограничения скорости
На некоторых дорогах до сих пор не существует ограничений скорости. Самые известные — немецкие автобаны. Есть даже организованные путёвки с главной целью кататься на машине с неограниченной скоростью по автобану. Введение генерального ограничения скорости на автобанах обсуждается со времён основания ФРГ в 1949 году.
В северных территориях Австралии, кроме населённых пунктов, скорость практически не ограничивают, однако состояние дорог обычно не позволяет развивать скорость свыше 100-120 км/ч. На Острове Мэн и в Индии дорожные знаки с ограничением скорости поставлены только в отдельных опасных местах.
Из-за плохого качества дорог в Индии скорости выше 150 км/ч практически невозможны. В Германии высокая плотность движения на автобанах часто препятствует езде на высокой скорости.

### Европа

В европейских странах действуют следующие ограничения максимальной скорости:
| в км/ч             | в км/ч                      | в км/ч                      | в км/ч                      | в км/ч | в км/ч                     | в км/ч                     | в км/ч                     |
| Страна             | легковые машины и мотоциклы | легковые машины и мотоциклы | легковые машины и мотоциклы |        | легковые машины с прицепом | легковые машины с прицепом | легковые машины с прицепом |
| Страна             | в населённых пунктах        | вне населённых пунктов      | на магистрали               |        | в населённых пунктах       | вне населённых пунктов     | на магистрали              |
| ------------------ | --------------------------- | --------------------------- | --------------------------- | ------ | -------------------------- | -------------------------- | -------------------------- |
| Азербайджан        | 60                          | 90                          | 11011/∞15                   | 60     | 70                         | 90                         |                            |
| Австрия            | 50                          | 100                         | 130                         | 50     | 1004                       | 1005                       |                            |
| Белоруссия         | 60                          | 90                          | 100/120                     | 60     | 70                         | 90                         |                            |
| Бельгия            | 50                          | 7017/90                     | 120                         | 50     | 90                         | 120                        |                            |
| Болгария           | 50                          | 90                          | 130                         | 50     | 70                         | 100                        |                            |
| Дания              | 50                          | 80                          | 110/130                     | 50     | 70                         | 80                         |                            |
| Германия           | 50                          | 100                         | ∞1                          | 50     | 80                         | 80/1006                    |                            |
| Финляндия          | 50                          | 80/100                      | 100-120                     | 50     | 60/80                      | 80                         |                            |
| Франция            | 50                          | 90/110                      | 1109/130                    | 50     | 90/110                     | 130                        |                            |
| Греция (машины)    | 50                          | 90                          | 120                         |        | 80                         | 80                         |                            |
| Греция (мотоциклы) |                             | 70                          | 90                          |        |                            |                            |                            |
| Великобритания     | 48                          | 96/112                      | 112                         | 48     | 80/96                      | 96                         |                            |
| Ирландия           | 50                          | 80/1008                     | 120                         |        | 80                         | 80                         |                            |
| Исландия           | 50                          | 80/9010                     | —                           | 50     | 80                         | -                          |                            |
| остров Мэн         |                             | ∞                           | —                           |        | ∞                          | -                          |                            |
| Италия             | 50                          | 90/1109/130²                | 1109/130/150³               | 50     | 70                         | 80                         |                            |
| Люксембург         | 50                          | 90/110                      | 1109/130                    | 50     | 90/110                     | 130                        |                            |
| Мальта             | 50                          | 80                          |                             |        | 60                         |                            |                            |
| Молдавия           | 50                          | 90/100                      |                             |        |                            |                            |                            |
| Нидерланды         | 50                          | 80/100                      | 130                         |        | 80                         | 80                         |                            |
| Норвегия           | 50                          | 80                          | 100                         |        | 80                         | 80                         |                            |
| Польша*            | 50 днём/60 ночью            | 90/10012,13/12014           | 140                         |        | 70                         | 80                         |                            |
| Португалия         | 50                          | 90/100                      | 120                         |        | 70/80                      | 100                        |                            |
| Румыния            | 50                          | 90/100                      | 130                         |        |                            |                            |                            |
| Россия             | 60                          | 90                          | 110/13011                   | 60     | 70                         | 90                         |                            |
| Словакия           | 50                          | 90/130                      | 130                         |        | 80                         | 80                         |                            |
| Словения           | 50                          | 90/110                      | 130                         |        | 80                         | 80                         |                            |
| Украина            | 50                          | 90/11012                    | 130                         | 50     | 80                         | 80                         |                            |
| Хорватия           | 50                          | 80/100                      | 130                         |        | 80                         | 80                         |                            |
| Швеция             | 50                          | 70/90/110                   | 110                         |        | 80                         | 80                         |                            |
| Швейцария          | 50                          | 80/100                      | 1207                        | 50     | 80                         | 80                         |                            |
| Испания            | 50                          | 90/100                      | 120/11016                   |        | 70/80                      | 80                         |                            |
| Чехия              | 50                          | 90/130                      | 130                         |        | 80                         | 80                         |                            |
| Турция             | 50                          | 90/130                      | 130                         |        | 70                         | 70                         |                            |
| Венгрия            | 50                          | 90/110                      | 130                         |        | 70                         | 80                         |                            |
| Кипр               | 50                          | 80                          | 100                         | 80     | 100                        |                            |                            |
| Эстония            | 50                          | 90                          | 90 зимой/110 летом          | 50     | 80                         | 90                         |                            |

Замечания: 

* При перевозке детей до 7 лет на мотоцикле макс. скорость 40 км/ч.

1 ограничено, рекомендуют скорость не менее 100 км/ч, и не более 130 км/ч 

2 для мотоциклов 110 

3 двухколейные дороги: 130; трёхколейные дороги: 150 (с 2003, когда стоит соответствующий дорожный знак 150 км/ч) 

4 легковые машины с тяжёлыми прицепами: 80, грузовики с тяжёлыми прицепами: 70 

5 легковые машины с тяжёлыми прицепами: 100, грузовики с тяжёлыми прицепами: 80 

6 в определённых условиях 

7 грузовики и длинные автобусы: 80, туристические автобусы: 100 

8 на Национальных дорогах 

9 в дождь 

10 На заасфальтированных дорогах: 90, на щебенчатых: 80

11 Мотоциклам — не более 90 км/час.

12 На дорогах с разделительной полосой между проезжими частями разных направлений (или иначе, «дорога для автомобилей»)

13 Экспресс-дороги

14 Экспресс-дороги с односторонним движением

15 В случаях когда стоит соответствующий дорожный знак, увеличивающий максимальное ограничение скорости более 110 км/ч для легковых автомобилей и мотоциклов.

16 В связи с повышением мировых цен на нефть, правительство Испании решило временно (до принятия соответствующего постановления об отмене ограничения) снизить максимально разрешенную скорость на магистралях с 120 до 110 км/ч в целях экономии топлива.

17 С 1 января 2017 года во Фламандском регионе ограничение скорости вне городов снижено с 90 до 70 километров в час.

### Азия
В азиатских странах действуют следующие ограничения максимальной скорости:
| Казахстан  | 60 | 110 | 140 | 60 | 110      | 140 | 60 | 70 | 90 |
| Узбекистан | 70 | 100 | –   | 70 | 90/90/80 | –   | 70 | 80 | –  |

В Республике Казахстан скорость в населённых пунктах может повышаться до 90 км/ч на отдельных участках дороги (магистралей в крупных городах). В жилых зонах действует ограничение не более 20 км/ч для всех видов транспортных средств. До февраля 2009 г. в Республике Казахстан действовали ограничения для легковых а/м 60 км/ч в населённых пунктах, 90 км/ч на загородных дорогах и 110 км/ч на автомагистралях. Согласно ПДД РК п.п.: 10.2, 10.3, 10.4, 10.4.1.

## Внутри населённых пунктов

Немецкий дорожный знак начала населённого пункта и ограничения скорости 50 км/ч

Внутри населённых пунктов в большинстве европейских стран максимальная скорость составляет 50 км/ч.
Исключения — Албания, Греция — 40 км/ч, Азербайджан, Беларусь, Россия — 60 км/ч.
Для дополнительного снижения скорости движения автомобилей и снижения травматичности ДТП в городах применяют комплекс мер по успокоению трафика.